# Государственный комитет Российской Федерации по высшему образованию
Государственный комитет Российской Федерации по высшему образованию (Госкомвуз России) — федеральный орган исполнительной власти России по проведению единой государственной политики в области высшего и послевузовского образования. Существовал в 1993—1996 гг.

## История
6 марта 1993 года законом РФ № 4547-I «О реорганизации федеральных органов управления высшим образованием» из Министерства науки, высшей школы и технической политики Российской Федерации был выделен Государственный комитет Российской Федерации по высшему образованию (при этом само министерство было переименовано в Министерство науки и технической политики Российской Федерации).
21 апреля 1993 года председателем Госкомвуза был назначен Владимир Георгиевич КИНЕЛЁВ, который до этого занимал должность первого заместителя министра науки, высшей школы и технической политики РФ и курировал в министерстве вопросы высшего образования.
В июне 1993 года была утверждена структура управления госкомитетом: председатель, 6 заместителей председателя (включая одного первого), коллегия из 17 человек и 50 членов госкомитета. В том же месяце были назначены 5 заместителей председателя.
26 марта 1994 года были утверждены 44 члена госкомвуза, в основном из числа ректоров подведомственных вузов. Ещё 4 члена были назначены 1 июля 1994 года.
9 января 1996 года председатель комитета В. Г. Кинелёв был повышен в статусе до вице-премьера правительства.
14 августа 1996 года при формировании второго правительства Черномырдина Госкомвуз был объединён с Министерством образования Российской Федерации в Министерство общего и профессионального образования Российской Федерации. Возглавил объединённое министерство В. Г. Кинелёв, лишившийся, однако, вице-премьерского статуса.

## Руководство Госкомвуза России

### Председатель
- Кинелёв Владимир Георгиевич (21 апреля 1993 — 14 августа 1996)

### Первый заместитель председателя
- Тихонов Александр Николаевич (26 июня 1993 — 28 августа 1996)

### Заместители председателя
- Афанасьев Павел Павлович (26 июня 1993 — август 1996)
- Жураковский Василий Максимилианович (26 июня 1993 — 28 августа 1996)
- Меськов Валерий Сергеевич (26 июня 1993 — 28 августа 1996)
- Шадриков Владимир Дмитриевич (26 июня 1993 — 7 сентября 1996)
- Шахов Владимир Петрович (10 августа 1993 — 29 июля 1996)

### Члены коллегии
- Анисимов Пётр Фёдорович (23 августа 1993 — август 1996)
- Быстров Владимир Владимирович (23 августа 1993 — август 1996)
- Балашов Геннадий Вячеславович (17 декабря 1993 — 2 июля 1994)
- Виноградов Владимир Николаевич (23 августа 1993 — 2 июля 1994)
- Новиков Юрий Александрович (23 августа 1993 — август 1996)
- Савиных Виктор Петрович (23 августа 1993 — август 1996)
- Садовничий Виктор Антонович (23 августа 1993 — август 1996)
- Салыга Валерий Иванович (23 августа 1993 — август 1996)
- Суворинов Александр Владимирович (23 августа 1993 — август 1996)
- Татур Юрий Геннадьевич (23 августа 1993 — август 1996)

## Члены Госкомвуза России
| №  | ФИО                                 | Дата назначения | Окончание полномочий | Должность |
| -- | ----------------------------------- | --------------- | -------------------- | --- |
| 1  | Афанасьев Павел Павлович            | 26 марта 1994   | август 1996          | заместитель председателя Госкомвуза России |
| 2  | Белов Алексей Дмитриевич            | 26 марта 1994   | август 1996          | ректор Московской ветеринарной академии, президент Ассоциации сельскохозяйственных вузов |
| 3  | Виктор Болотов                      | 26 марта 1994   | август 1996          | 1-й заместитель министра образования Российской Федерации |
| 4  | Быстров Владимир Владимирович       | 26 марта 1994   | август 1996          | председатель Государственной инспекции по аттестации учебных заведений Госкомвуза России |
| 5  | Владимир Васильев                   | 1 июля 1994     | август 1996          | депутат Государственной Думы; член комитета по образованию, культуре и науке |
| 6  | Владимир Виноградов                 | 26 марта 1994   | август 1996          | президент Российского союза ректоров, бывший ректор Государственной академии нефти и газа им. И. М. Губкина                                                                                      |
| 7  | Востриков Анатолий Сергеевич        | 26 марта 1994   | август 1996          | ректор Новосибирского государственного технического университета, председатель совета ректоров вузов Новосибирска                                                                                |
| 8  | Герман Вяткин                       | 26 марта 1994   | август 1996          | ректор Челябинского государственного технического университета, председатель совета ректоров вузов Челябинска                                                                                    |
| 9  | Алла Грязнова                       | 26 марта 1994   | август 1996          | ректор Финансовой академии при Правительстве Российской Федерации |
| 10 | Дёмин Вадим Петрович                | 26 марта 1994   | август 1996          | заместитель министра культуры Российской Федерации |
| 11 | Анатолий Демьянченко                | 26 марта 1994   | август 1996          | президент Межгосударственной ассоциации последипломного образования |
| 12 | Виталий Журавлёв                    | 26 марта 1994   | август 1996          | ректор Удмуртского государственного университета, председатель совета ректоров вузов Ижевска |
| 13 | Жураковский Василий Максимилианович | 26 марта 1994   | август 1996          | заместитель председателя Госкомвуза России |
| 14 | Виктор Кабанов                      | 26 марта 1994   | август 1996          | академик-секретарь Отделения общей и технической химии Российской академии наук |
| 15 | Николай Карлов                      | 1 июля 1994     | август 1996          | председатель Высшего аттестационного комитета Российской Федерации |
| 16 | Владимир Кинелёв                    | 26 марта 1994   | август 1996          | председатель Госкомвуза России |
| 17 | Геннадий Козлов                     | 1 июля 1994     | август 1996          | заместитель министра науки и технической политики Российской Федерации |
| 18 | Сергей Крылов                       | 26 марта 1994   | август 1996          | заместитель министра иностранных дел Российской Федерации |
| 19 | Владимир Курилов                    | 26 марта 1994   | август 1996          | ректор Дальневосточного государственного университета, председатель совета ректоров вузов Приморского края                                                                                       |
| 20 | Сергей Леонов                       | 26 марта 1994   | август 1996          | ректор Иркутского государственного технического университета, председатель совета ректоров вузов Иркутска                                                                                        |
| 21 | Николай Малышев                     | 26 марта 1994   | август 1996          | руководитель Аналитического центра Администрации Президента Российской Федерации по специальным президентским программам, советник Президента Российской Федерации                               |
| 22 | Виктор Матросов                     | 26 марта 1994   | август 1996          | ректор Московского государственного педагогического университета, президент Ассоциации педагогических вузов                                                                                      |
| 23 | Меськов Валерий Сергеевич           | 26 марта 1994   | август 1996          | заместитель председателя Госкомвуза России |
| 24 | Валерий Миронов                     | 26 марта 1994   | август 1996          | заместитель министра обороны Российской Федерации, генерал-полковник |
| 25 | Борис Митин                         | 26 марта 1994   | август 1996          | ректор Московского государственного авиационного технологического университета им. К. Э. Циолковского, президент Ассоциации инженерного образования                                              |
| 26 | Молчанов Изосим Павлович            | 26 марта 1994   | август 1996          | заместитель министра финансов Российской Федерации |
| 27 | Станислав Набойченко                | 26 марта 1994   | август 1996          | ректор Уральского государственного технического университета, председатель совета ректоров вузов Екатеринбурга                                                                                   |
| 28 | Михаил Пальцев                      | 26 марта 1994   | август 1996          | ректор Московской медицинской академии им. Сеченова, президент Ассоциации медицинских вузов |
| 29 | Пискунов Дмитрий Иванович           | 26 марта 1994   | август 1996          | заместитель председателя Государственного комитета Российской Федерации по промышленной политике                                                                                                 |
| 30 | Николай Подуфалов                   | 26 марта 1994   | август 1996          | ректор Красноярского государственного университета, председатель совета ректоров вузов Красноярска                                                                                               |
| 31 | Николай Проскуряков                 | 26 марта 1994   | 17 мая 1994 †        | ректор Санкт-Петербургского государственного горного института, председатель совета ректоров вузов Санкт-Петербурга                                                                              |
| 32 | Геннадий Рогов                      | 26 марта 1994   | август 1996          | ректор Томской государственной архитектурно-строительной академии, председатель совета ректоров вузов Томска                                                                                     |
| 33 | Анатолий Рыжкин                     | 26 марта 1994   | август 1996          | ректор Донского государственного технического университета, председатель совета ректоров вузов Ростовской области                                                                                |
| 34 | Юрий Рыжов                          | 26 марта 1994   | август 1996          | Чрезвычайный и полномочный посол Российской Федерации во Французской Республике |
| 35 | Виктор Савиных                      | 26 марта 1994   | август 1996          | ректор Московского государственного университета геодезии и картографии, президент Ассоциации российских вузов                                                                                   |
| 36 | Виктор Садовничий                   | 26 марта 1994   | август 1996          | ректор Московского государственного университета им. М. В. Ломоносова, президент Евразийской ассоциации университетов                                                                            |
| 37 | Юрий Самарин                        | 26 марта 1994   | август 1996          | ректор Самарского государственного технического университета, председатель совета ректоров вузов Самары                                                                                          |
| 38 | Евгений Строев                      | 1 июля 1994     | август 1996          | депутат Совета Федерации; председатель Комитета Совета Федерации по вопросам науки, культуры и образования; ректор Рязанского государственного медицинского университета им. акад. И. П. Павлова |
| 39 | Александр Тихонов                   | 26 марта 1994   | август 1996          | 1-й заместитель председателя Госкомвуза России |
| 40 | Игорь Фёдоров                       | 26 марта 1994   | август 1996          | ректор Московского государственного технического университета им. Н. Э. Баумана, президент Ассоциации технических университетов                                                                  |
| 41 | Халевинский Игорь Васильевич        | 26 марта 1994   | август 1996          | заместитель министра труда Российской Федерации |
| 42 | Ирина Халеева                       | 26 марта 1994   | август 1996          | ректор Московского государственного лингвистического университета |
| 43 | Виктор Хлыстун                      | 26 марта 1994   | август 1996          | министр сельского хозяйства и продовольствия Российской Федерации |
| 44 | Александр Хохлов                    | 26 марта 1994   | август 1996          | ректор Нижегородского государственного университета им. Н. И. Лобачевского, председатель совета ректоров вузов Нижнего Новгорода                                                                 |
| 45 | Владимир Шадриков                   | 26 марта 1994   | август 1996          | заместитель председателя Госкомвуза России |
| 46 | Шахов Владимир Петрович             | 26 марта 1994   | август 1996          | заместитель председателя Госкомвуза России |
| 47 | Магомед Юсупов                      | 26 марта 1994   | август 1996          | заместитель министра экономики Российской Федерации |
| 48 | Геннадий Ягодин                     | 26 марта 1994   | август 1996          | ректор Международного университета |